# アレクサンダー・キース・ジュニア

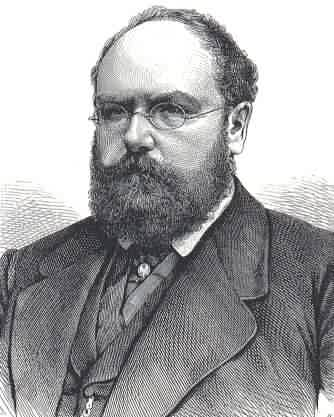
アレクサンダー・キース・ジュニア

アレクサンダー・キース・ジュニア（Alexander Keith Jr., 1827年 – 1875年）は、アメリカ合衆国の犯罪者。スコットランド出身。ドイツに渡った後、時限爆弾を使用して蒸気船モーセル号（Mosel）を爆破し、不正に保険金を得ようとした。また、南北戦争中にアメリカ連合国（南部連合）のために工作員として活動していた。

## 経歴
1827年、スコットランドのケイスネスにて生を受け、幼い頃にハリファックスへと移った。叔父でハリファックス在住の実業家だったアレクサンダー・キースの経営する醸造所で事務員として働いていた時期もある。
南北戦争が勃発すると、封鎖破りの援助者や連絡員として活動した。チェサピーク事件の際には、イギリス側に拘束された南軍同調者らの脱走に手を貸した。ルーク・ブラックバーンによる、合衆国北部の都市に黄熱病患者の古着を送って黄熱病の流行を引き起こそうと試みた計画にも関与した。
1865年、犯罪者仲間からカネを騙し取ってセントルイスへと逃亡。最終的に同地の牧草地に居を構え、地元の婦人用帽子職人の娘セセリア・パリス（Cecelia Paris）と結婚する。

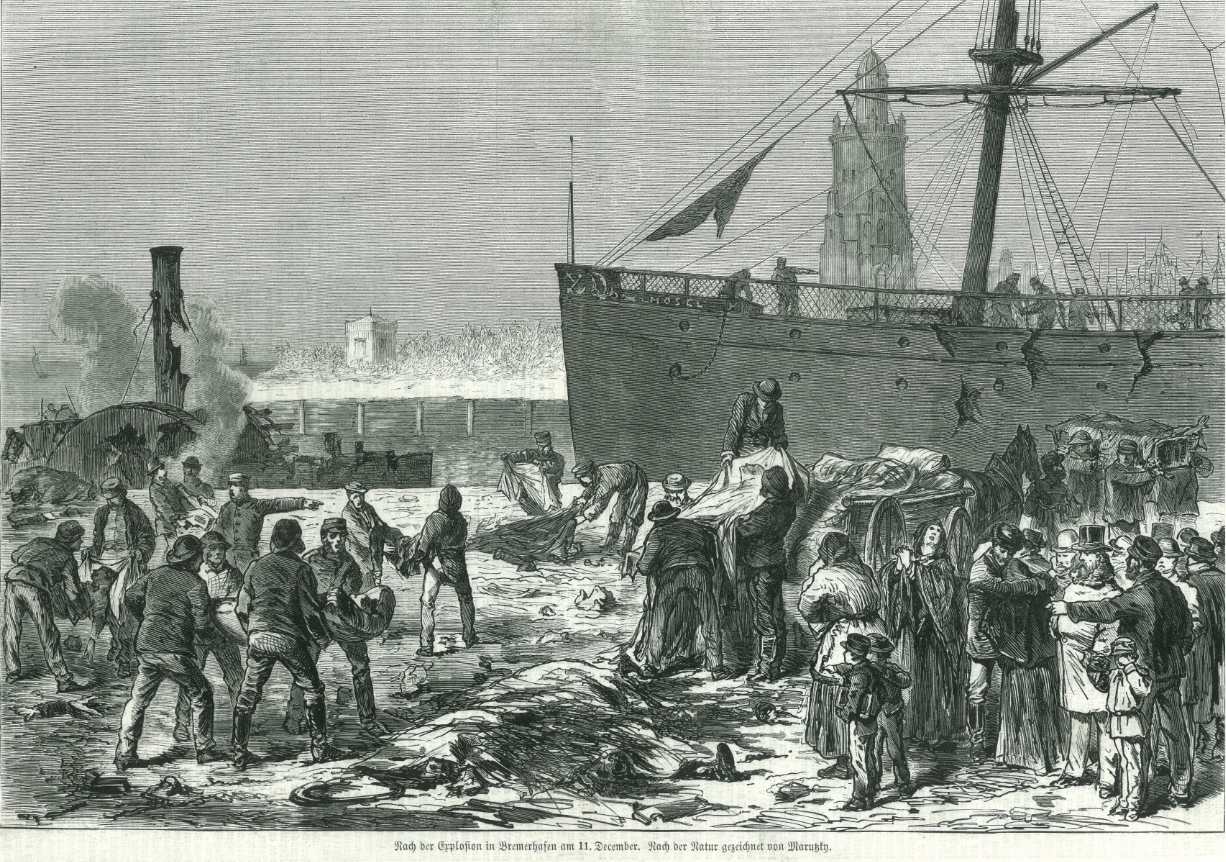
モーセル号爆破事件の様子

カネを騙し取った相手の1人に追われたキースは、セセリアを連れてドイツへと向かった。彼はウィリアム・キング・トーマス（William King Thomas）と名乗り、裕福な社交界の人々やザクセンの将軍たちと親交を持つようになる。こうした交友関係の中で貯蓄を使い果たし困窮し始める頃、キースは保険金を得るために客船を爆破する計画を立てた。1875年、ブレーマーハーフェンの港にて、キースが時限爆弾を仕込んだ輸送用の樽が誤ってドッグに落とされた時に大爆発が起き、40人から80人が死亡した。ある目撃者は「港から200mほどの高さまできのこ雲が上がっていた。残骸の回り中で人が泣き叫んでいた。全ての桟橋が煤に覆われていた。まるで地獄への入り口のようだった」と語った。当時、事件は「世紀の犯罪」（crime of the century）とも称された。
モーセル号が爆発した時、キースはブレーマーハーフェン港に停泊した別の船に搭乗していた。その後、彼は自分のスイートに戻り、銃で自らを撃った。キースは1週間後に死亡した。事件が保険金詐欺を目的とした大規模殺人であったことが明らかになると、他の船舶の消失についてもキースや共犯者によるものではないかと疑われ、調査が始まった。例えば、1870年1月に起こった蒸気船シティ・オブ・ボストンの消失である。ただし、この件とキースは無関係であることが証明されている。遺体はブレーマーハーフェンの無名墓地に埋葬されたと言われている。また、彼の頭部は切断され、1945年に連合国軍の爆撃で破壊されるまで、ブレーマー警察博物館に展示されていた。
時限爆弾を用いた犯行について、キースの伝記を執筆した作家アン・ララビー（Ann Larabee）は、「キースは暴力的な政治グループの政治的情熱については責任を追わないが、彼らにどのように行動するのかを示す役割を果たしたのだ」と指摘した。